# Незлобин, Константин Николаевич
Константин Николаевич Незлобин (настоящая фамилия Алябьев; 1857—1930, Даугавпилс, Латвия) — русский актёр, антрепренёр, театральный режиссёр

, один из создателей профессиональных русских театров в Риге и Вильно в начале XX столетия, создатель Театра Незлобина.

## Биография

### Первые антрепризы
Родился в купеческой семье. Театром увлёкся с раннего детства. Активно принимал участие в любительских театральных постановках в юные годы. В 1885 году в Санкт-Петербурге он арендовал помещение, приписанное к Измайловскому театру, у «Общества дешёвых квартир», где до 1886 году проводил сценические эксперименты. В этот период Константин Незлобин сыграл роли в ряде постановок: «Каширская старина» (драма Дмитрия Васильевича Аверкиева в пяти действиях), «Любовь Маргариты Готье» (по произведению Александра Дюма-сына «Дама с камелиями»), «Успех» (Н. Е. Вильде) (все относятся к 1885 году), а также «Горнозаводчик» по пьесе французского драматурга Жоржа Онэ (1886).
Затем Константин Незлобин со своей любительской труппой отправляется гастролировать по городам Российской империи. За три года (с 1890 по 1893) он посещает Самару, Одессу, Кишинёв, Ярославль. По итогам его постановок театральные обозреватели пишут хвалебные рецензии в местные газеты, а публика тепло встречает молодого режиссёра-антрепренёра, для которого эта трёхлетняя поездка стала первым серьёзным опытом театральной деятельности. В ходе этих гастролей появился его сценический псевдоним Незлобин, которым в дальнейшем он постоянно подписывался. В 1893 году он остановился в Ярославле, где держал антрепризу. Затем с 1894 по 1900 год он держал антрепризу в Вильно, где им были заложены профессиональные театральные традиции. За эти годы вокруг него сложился постоянный творческий коллектив, практиковавший различные сценические инновации. Первый режиссёрский опыт Незлобина состоялся с 1900 по 1902 год, когда он остановился в Нижнем Новгороде — на сцене местного драматического театра он осуществил постановку «Трёх сестёр» по пьесе А. П. Чехова.

### Рижский период деятельности
Первое посещение Риги Незлобиным относится к 1902 году. В это время завершалось строительство нового здания Второго городского (русского) театра по проекту Августа Рейнберга, который возник на перекрёстке Николаевского и Пушкинского бульваров. Русский театр в Риге пользовался постоянной поддержкой русских купеческих обществ и меценатских организаций, которые традиционно поддерживали русские культурные начинания в Лифляндской губернии. С 1902 по 1909 год Константин Незлобин был антрепренёром русского театра Риги, и во многом благодаря его организационному таланту к деятельности этого театра удалось привлечь много профессиональных актёров.

Всего Константин Незлобин руководил рижским русским театром на протяжении девяти лет, и этот период в истории русской театральной жизни этого города критики называют лучшим за всё время до Первой мировой войны. Бывший главный режиссёр рижского театра Русской драмы, режиссёр театра «У Никитских ворот» А. Ф. Кац так высказывался о роли Константина Николаевича Незлобина в зарождении профессионального русского театра в Риге: 
Особенную роль сыграл приход в театр Константина Незлобина. Приехав из Нижнего Новгорода, он привел с собой целую труппу талантливых актеров: Вульф, Неронова, Грузинского, Нелидова. Большую роль сыграл в жизни театра приход группы актеров из МХАТа. Они в 1902 году покинули свой театр и переехали в Ригу. Так в рижской труппе появились Роксанова, Харламов, Михайловский. Приехала М.Андреева. Вместе с ней приехал М.Горький. Именно в эти годы ставятся его пьесы, сыгравшие немалую роль в известности театра. Особенно постановка «Дачников». Ставил спектакль Константин Марджанов… На сцене театра ставит свои спектакли и молодой режиссёр Александр Таиров.
Следует отметить, что его супруга Аполлинария происходила из известной промышленно-купеческой семьи Морозовых и занималась созданием костюмов для ряда премьер в русском театре, например, для дебютной постановки Незлобина «Снегурочка» по пьесе А. Н. Островского, которая состоялась осенью 1902 года. Благодаря оригинальным филигранным работам Аполлинарии Незлобиной сценические костюмы Второго городского (русского) театра Риги часто считались более высококачественными, чем «мхатовские».

### Работа с 1909 по 1920 годы
В 1909 году Незлобин покидает Ригу с намерением вернуться в неё при первом удобном поводе. Поддавшись уговорам своих московских коллег, он переносит антрепризу в Москву, где арендует Шелапутинский (Новый) театр. К. А. Марджанов приглашается Незлобиным в Новый театр в качестве режиссёра — именно в Риге оба театральных деятеля впервые наладили тесное сотрудничество. Известно, что К. А. Марджанов успешно ставил на сцене русского театра Риги «Дачников» М. Горького и «Авдотьину жизнь» С. А. Найденова.
С 1911 по 1913 год Незлобин арендовал театр на Офицерской улице в Петербурге, где ставил спектакли, которые уже имели успех в Москве. В 1913—1914 годах К. Н. Незлобин и А. К. Рейнеке открыли в здании Панаевского театра Русский драматический театр.
Повод вернуться в Ригу представился в 1914 году, когда уже довольно популярный антрепренёр снова прибывает в рижский театр, служению которому он посвятил ещё один год. Несмотря на драматические события начального этапа Первой мировой войны в Прибалтийских губерниях — эвакуацию художественных ценностей, памятников культуры, школ, промышленных предприятий, катастрофическое приближение кайзеровской армии к Риге — русский театр продолжал работу. Затем К. Н. Незлобин уехал из Риги в 1915 году. Московскую антрепризу Незлобин в сезон 1915—1916 передаёт товариществу актеров, после чего, согласно мнению театральных обозревателей, общий уровень постановок несколько снижается. Театральный сезон 1916—1917 провёл в Петрограде, где держал в театре на Офицерской труппу во главе с драматической актрисой В. Л. Юреневой.

### Возвращение в Латвию
В уже независимую Латвию он вернулся в начале 1920-х. В Риге этого периода театральные традиции имперских времён оставались на довольно высоком уровне. Прослужив в Ярославском театре в 1924—1925 гг., Незлобин вновь возвращается в Ригу, где в 1926 году открывает Народный театр на улице Спасо-Церковной, 3 (современная улица Езусбазницас, Московский форштадт), однако постановки в этом театре публика посещает редко в связи с недостатком рекламы. Далее он связывает свою жизнь с Даугавпилсом, где он принимает самое деятельное участие в работе местного драматического театра.
В Даугавпилсе К. Н. Незлобин столкнулся с серьёзными финансовыми сложностями: органы власти независимой Латвии не уделяли должное внимание русской театральной жизни, пуская на самотёк процесс сценической деятельности. В Даугавпилсе антреприза Незлобина просуществовала только один сезон. Антрепренёр и постановщик получил телеграмму с уведомлением об отказе в правительственной субсидии, вскоре после чего скончался от инфаркта. Похоронен в Риге на Ивановском кладбище при церкви Усекновения Главы Иоанна Крестителя на Московском форштадте; на могиле установлен памятник.

## Оценка личности и деятельности
Рижские и московские актёры — воспитанники Константина Незлобина — отмечали склонность мастера к дисциплине и выдержке, требовательность и точность в выполнении сценических заданий: эти черты характера К. Н. Незлобина получили в актёрском кругу иронично-дружелюбное обозначение — «незлобинский деспотизм». В то же время артисты и работники ряда русских театров в Риге, Вильно, Ярославле, Москве, Петербурге, где Незлобин держал антрепризы и осуществлял постановки, в воспоминаниях о нём отмечали его обязательность, добросовестность и безукоризненную честность, а также благородство в обращении с актёрами труппы. Часто о нём говорили так: «У Незлобина, несмотря на его деспотизм, все служили без контракта, полагаясь только на его слово». К. Н. Незлобина можно причислить к наиболее видным и профессиональным антрепренёрам Российской империи начала XX столетия, особенно же он повлиял на становление и развитие рижской русской театральной традиции, пригласив в этот город таких значимых актёров, как М. Л. Роксанова, К. В. Бравич, П. В. Самойлов, М. Ф. Андреева (приехала с Максимом Горьким), Н. Н. Михайловский, В. И. Лихачёв и других. Именно благодаря организационной работе К. Н. Незлобина уровень русских театров Риги и Вильно существенно вырос.